# Tephrosia travancorica
Tephrosia travancorica là một loài thực vật có hoa trong họ Đậu. Loài này được Thoth. & D.N.Das miêu tả khoa học đầu tiên.